# Herrnschallbach
Herrnschallbach ist ein Gemeindeteil der Stadt Feuchtwangen im Landkreis Ansbach (Mittelfranken, Bayern). Herrnschallbach liegt in der Gemarkung Aichenzell.

## Lage
Das Dorf liegt etwa einen Kilometer südlich des Stadtrands von Feuchtwangen am Hangfuß rechts der Sulzach. Im Nordwesten grenzt das Flurgebiet Breitfeld an, 0,5 km südlich erhebt sich der Wacholderberg. Eine Gemeindeverbindungsstraße führt nach Zehdorf (1,5 km südöstlich) bzw. nach Aichenzell (1 km nordwestlich).

## Geschichte
Erstmals namentlich erwähnt wurde der Ort am 20. Februar 1327 in einer Urkunde des Feuchtwanger Stifts als „Herren-Schaulbach“.
Herrnschallbach lag im Fraischbezirk des ansbachischen Oberamtes Feuchtwangen. Im Jahr 1732 bestand der Ort aus 9 Anwesen und 1 Gemeindehirtenhaus. Grundherren waren Ämter von Feuchtwangen (Stiftsverwalteramt Feuchtwangen: 4 Anwesen; Kastenamt Feuchtwangen: 2 Anwesen; Verwalteramt Forndorf: 1 Anwesen) und die Reichsstadt Dinkelsbühl. An diesen Verhältnissen änderte sich bis zum Ende des Alten Reiches nichts. Von 1797 bis 1808 unterstand der Ort dem Justiz- und Kammeramt Feuchtwangen. 
Mit dem Gemeindeedikt (frühes 19. Jahrhundert) wurde Herrnschallbach dem Steuerdistrikt und der Ruralgemeinde Aichenzell zugeordnet. Im Zuge der Gebietsreform in Bayern wurde diese am 1. Januar 1972 nach Feuchtwangen eingemeindet.

## Einwohnerentwicklung
| Jahr      | 001818 | 001840 | 001861 | 001871 | 001885 | 001900 | 001925 | 001950 | 001961 | 001970 | 001987 |
| Einwohner | 52     | 54     | 61     | 54     | 59     | 60     | 63     | 75     | 47     | 50     | 47     |
| Häuser    | 12     | 10     |        |        | 11     | 10     | 10     | 10     | 10     |        | 11     |
| Quelle    | [ 11 ] | [ 12 ] | [ 13 ] | [ 14 ] | [ 15 ] | [ 16 ] | [ 17 ] | [ 18 ] | [ 19 ] | [ 20 ] | [ 1 ]  |

## Religion
Der Ort ist seit der Reformation evangelisch-lutherisch geprägt und bis heute nach St. Johannis (Feuchtwangen) gepfarrt. Die Einwohner römisch-katholischer Konfession sind nach St. Ulrich und Afra (Feuchtwangen) gepfarrt.